# Lars Wendt
Lars Wendt (* 5. Oktober 1992 in Kiel, Schleswig-Holstein) ist ein ehemaliger deutscher Basketballspieler. Der ehemalige Jugend-Nationalspieler begann nach dem Gewinn der Vizemeisterschaft in der Nachwuchs-Basketball-Bundesliga (NBBL) seine professionelle Karriere in Mannschaften der 2. Basketball-Bundesliga, bevor er 2016 nach dem Erstliga-Aufstieg mit Science City Jena zum Erstligisten Eisbären Bremerhaven wechselte. Lars Wendt hat mit seinem Bruder Ole einen Zwillingsbruder, der ebenfalls in der höchsten deutschen Spielklasse spielte.

## Karriere
Lars Wendt begann das Basketballspiel zusammen mit seinem Zwillingsbruder Ole in seiner Heimatstadt Kiel und spielte anschließend bis 2008 für die Itzehoe Eagles. 2008 wechselten beide in das Jugendinternat des damaligen Erstligisten Paderborn Baskets am Reismann-Gymnasium Paderborn. Dort spielten sie in der Nachwuchs-Basketball-Bundesliga für die U19-Auswahl der Paderborn Baskets und erreichten in ihrer ersten Spielzeit unter anderem mit den weiteren Auswahlspielern Robert Huelsewede und Dominik Malinowski 2009 das Finalturnier in Berlin. Nach einem Sieg über den zuvor einzigen Titelträger Team Urspring im Halbfinale verlor man das Endspiel um die Meisterschaft gegen den Nachwuchs von Gastgeber Alba Berlin, der erst in den letzten zwei Minuten unter anderem dank des überragenden späteren Herren-Nationalspielers Niels Giffey erstmals in Führung ging. Auch in den folgenden beiden Jahren erreichte man das Finalturnier um die deutsche Meisterschaft, schied aber jeweils im Halbfinale gegen Team Urspring aus. Wendt war mehrfach Mitglied der Nord-Auswahl der NBBL-All-Star-Mannschaft, die im Vorspiel des Bundesliga-All-Star-Games sich mit der Süd-Auswahl maß. Mit der deutschen U18-Jugendauswahl erreichte Lars Wendt bei der U18-Europameisterschaft 2010 einen 13. Platz und den Klassenerhalt in der Division A der 16 besten europäischen Auswahlmannschaften.
Nachdem Lars Wendt in der Spielzeit 2009/10 mit einer Doppellizenz für den Kooperationspartner der Paderborn Baskets und Regionalligisten TV Salzkotten aktiv gewesen war, rückte er 2010 in den Kader der Paderborn Baskets auf, die mittlerweile in die zweithöchste Spielklasse 2. Bundesliga ProA abgestiegen waren. Während sein Zwillingsbruder Ole seine Leistungen kontinuierlich weiterentwickeln konnte, stagnierten die Leistungen von Lars in seiner zweiten Saison in der ProA 2011/12, als die Paderborner als Hauptrundenfünfter nach dem Ausscheiden in der ersten Play-off-Runde um den Aufstieg erneut die Erstliga-Rückkehr verpassten. Die Zwillingsbrüder wechselten daraufhin an den Rand des Ruhrgebiets; während Ole eine Klasse aufstieg und für den Erstligisten Phoenix Hagen spielte, ging Lars eine Klasse tiefer in die ProB zum ehemaligen Erstligisten aus Schwelm, wo er erneut mit Dominik Malinowski zusammenspielte. Dort gehörte Lars Wendt in der ProB-Spielzeit 2012/13 zu den Leistungsträgern, als die Schwelmer als Hauptrundenerster der Nord-Gruppe in den Play-offs die Vizemeisterschaft und das sportliche Aufstiegsrecht in die ProA erreichten. Aus Gründen mangelnder Infrastruktur und wirtschaftlicher Leistungsfähigkeit verzichteten die Schwelmer jedoch auf eine Rückkehr in die zweithöchste Spielklasse. Lars Wendt kehrte dagegen in die ProA zurück, nachdem er einen Vertrag beim ehemaligen Erstligisten Science City aus Jena unterschrieb. Nach einem fünften Platz 2014 und einem vierten Platz 2015 scheiterten die Thüringer jedoch zweimal jeweils in der ersten Play-off-Runde an der Rückkehr in die höchste Spielklasse, in der der Verein in der Saison 2007/08 bereits einmal gespielt hatte. In der ProA-Spielzeit 2015/16 reichte es zum ersehnten Aufstieg, als man als Hauptrundenzweiter in die Play-off-Finalserie einzog. In der Finalserie konnte man schließlich sogar den Ersten und Mitaufsteiger SC Rasta Vechta nach Addition von Hin- und Rückspiel besiegen und die Meisterschaft der Zweiten Liga gewinnen. Wendt wechselte jedoch nach Erreichen des Aufstiegs zum neuen Ligakonkurrenten Eisbären aus Bremerhaven, für den er seine erste Saison in der höchsten deutschen Spielklasse absolvieren wird. Im Februar 2018 kam es zwischen Wendt und den Eisbären zur Trennung. Wendt hatte zuletzt nur noch eine untergeordnete Rolle in der Mannschaft eingenommen.
Während der Sommerpause 2018 schloss er sich dem FC Schalke 04 (Aufsteiger in die 2. Bundesliga ProA) an. Aus Verletzungsgründen kam Wendt im Spieljahr 2018/19 nur zu fünf Punktspieleinsätzen für S04.
Zur Saison 2020/21 wechselte er als Co-Trainer von Dragan Torbica zum ETB Schwarz-Weiß Essen in die 2. Regionalliga, im Sommer 2021 übernahm Wendt in Essen (mittlerweile in der 1. Regionalliga) das Amt des Cheftrainers. Er führte Essen 2024 zum Meistertitel in der 1. Regionalliga West und damit zum Aufstieg in die 2. Bundesliga ProB.